# Andrea Manucci
Andrea Manucci (Albano Laziale, 18 giugno 1981) è un ex calciatore italiano, di ruolo difensore.

## Carriera
Comincia nella Ternana senza mai debuttare in campionato. Nel 2000 passa alla Cremonese dove ottiene due promozioni dalla Serie C2 alla Serie B. Nel gennaio 2006 scende di categoria per giocare con il Cittadella con cui nella stagione 2007-2008 ottiene un'altra promozione.
Tra Serie B e play-off di Serie B vanta 100 presenze e 3 gol con le maglie di Cremonese e Cittadella alla fine della stagione 2010-2011.
Dopo essersi svincolato dal Cittadella, il 4 ottobre 2011 viene ingaggiato dal Prato in Prima Divisione. Debutta il 9 ottobre nella partita contro l'Andria BAT persa (1-0).
Successivamente gioca per Pro Sesto e Sacilese. Nella stagione 2015-2016 passa alla Corridonia.

## Palmarès
- Campionato italiano Serie C1: 1

Cremonese: 2004-2005